# 90式戦車改
90式戦車改（きゅうまるしきせんしゃかい）は、株式会社ゲームアーツがセガサターン用に開発した3Dシューティングゲーム「ガングリフォン」シリーズに登場する、陸上自衛隊および日本外人部隊が保有するとされている架空の主力戦車である。

## 概要
その名の通り90式戦車の改良型である。2009年から改修が開始され、2016年に全車両の改修が完了した。
ベースとなった90式戦車の装甲防御力の弱さを克服するため、砲塔と車体前面を中心にドイツのレオパルト2A5・A6の空間装甲板と形状が似ている装甲を追加（90式戦車改の物は複合装甲である。新素材を用いていると言う設定もあるようだが詳細は不明）。砲塔全体が延長されたため、主砲を1.3mほど延長して対応している（設定は不明だが、55口径120mm滑腔砲に変更されている可能性も考えられる）。
また、それらの改良によって重量が増加したため、油気圧式とトーションバー併用サスペンションから外装タイプの油気圧式サスペンションへと変更された。
なお、劇中では敵兵が「90式はブリキ缶だぜ」という台詞を発するシーンがあるが、これは、劇中に登場する架空の敵戦車レオパルド3の主砲が140mm砲という大口径の物であるためであり、実際の90式戦車の装甲が格別貧弱であるという訳ではない。

## 実戦
専守防衛が任務である自衛隊とは違い、海外での行動を主な目的としている日本外人部隊の主力戦車であるため、戦闘を多数経験していると思われる。が、「ガングリフォン」のOPムービーではPEU軍のレオパルト3に一方的に撃破される描写がある。
「ガングリフォン」のOPムービーでは砂漠での作戦に対応するためか、車両全体に砂漠塗装を施しているが、「ガングリフォン ブレイズ」ではどこの作戦でも陸上自衛隊車両に準じた迷彩塗装で参加している。

## ハリコフ戦車戦（ガングリフォンOPムービー）
「ガングリフォン」のOPムービーは、90式戦車改の戦闘から始まる。
まず砂漠塗装を施した90式戦車改の2個小隊がPEU軍の進撃を阻むため横一列に並び、小隊長車と思わしき車両から順に射撃を開始する。
進撃するPEU軍レオパルト3の隊長車に命中するも効果はなく、レオパルト3はすぐさま90式戦車改を確認し、射撃を開始する。レオパルト3の砲弾は続々と命中し、次々と90式戦車改が撃破されて行った。
この後現れる増援のHIGH-MACSを引き立たせるための演出であると考えられるが、PEU軍戦車兵たちは戦闘後に「90式はブリキ缶だぜ」と言う台詞を発しているため、他の戦闘地域で90式戦車改が活躍しているとは考えにくい。
しかし「ガングリフォン ブレイズ」では極稀に敵軍のAWGSを撃破するなど、若干の活躍が見られる。
なお、このOPが見られる「ガングリフォン」のゲーム中には90式戦車改は登場せず、現実に自衛隊で使用されている90式戦車が登場する。OPムービーの舞台になっているステージ1では2両登場するが、出現するレオパルト3に高確率で撃破される。